# Long Điền, Cà Mau
Long Điền là một xã thuộc tỉnh Cà Mau, Việt Nam.

## Địa lý
Xã Long Điền có vị trí địa lý:
- Phía đông giáp xã Đông Hải
- Phía nam giáp xã Biển Đông
- Phía tây giáp xã An Trạch và xã Gành Hào
- Phía bắc giáp phường Giá Rai.

Xã Long Điền có diện tích 129,54 km², dân số năm 2024 là 40.947 người, mật độ dân số đạt 316 người/km².

## Lịch sử
Năm 1896, làng Long Điền thuộc tổng Long Thủy, hạt tham biện Bạc Liêu.
Ngày 24 tháng 9 năm 1938, sáp làng Long Điền, tổng Long Thủy thuộc quận Cà Mau vào quận Giá Rai.
Ngày 22 tháng 10 năm 1956, Tổng thống Việt Nam Cộng hòa ban hành Sắc lệnh số 143-NV về việc:
- Thành lập tỉnh Ba Xuyên trên cơ sở tỉnh Bạc Liêu và tỉnh Sóc Trăng.
- Chuyển xã Long Điền thuộc quận Giá Rai, tỉnh Bạc Liêu về tỉnh Ba Xuyên mới quản lý.

Ngày 8 tháng 9 năm 1964, chính quyền Việt Nam Cộng hòa ban hành Sắc lệnh số 254-NV về việc tái lập tỉnh Bạc Liêu. Khi đó, xã Long Điền thuộc quận Giá Rai, tỉnh Bạc Liêu.
Ngày 20 tháng 9 năm 1975, Bộ Chính trị ban hành Nghị quyết số 245-NQ/TW về việc hợp nhất tỉnh Bạc Liêu, tỉnh Cà Mau và hai huyện An Biên, Vĩnh Thuận (ngoại trừ 2 xã Đông Yên và Tây Yên) của tỉnh Rạch Giá thành một tỉnh mới, tên gọi tỉnh mới cùng với nơi đặt tỉnh lỵ sẽ do địa phương đề nghị lên.
Ngày 20 tháng 12 năm 1975, Bộ Chính trị ban hành Nghị quyết số 19/NQ về việc hợp nhất tỉnh Bạc Liêu và tỉnh Cà Mau thành một tỉnh mới, tên gọi tỉnh mới cùng với nơi đặt tỉnh lỵ sẽ do địa phương đề nghị lên.
Năm 1976, thành lập thị trấn Giá Rai – thị trấn huyện lỵ của huyện Giá Rai trên cơ sở tách một phần của xã Long Điền.
Ngày 24 tháng 2 năm 1976, Chính phủ Cách mạng Lâm thời Cộng hòa miền Nam Việt Nam ban hành Nghị định số 3/NQ/1976 về việc hợp nhất tỉnh Bạc Liêu và tỉnh Cà Mau thành một tỉnh mới, lấy tên là tỉnh Bạc Liêu – Cà Mau. Xã Long Điền thuộc huyện Giá Rai, tỉnh Bạc Liêu – Cà Mau.
Ngày 10 tháng 3 năm 1976, Chính phủ ban hành Nghị quyết về việc thành lập tỉnh Minh Hải trên cơ sở đổi tên tỉnh Bạc Liêu – Cà Mau. Khi đó, xã Long Điền thuộc huyện Giá Rai, tỉnh Minh Hải.
Ngày 4 tháng 4 năm 1979, Hội đồng Chính phủ ban hành Quyết định số 142-CP về việc:
- Chia xã Long Điền thành 3 xã: Long Điền Tân, Long Điền Tiến và Long Điền.
- Chia xã Long Điền Tây thành 3 xã: Điền Hải, Long Hải, Long Điền Tây.
- Thành lập thị trấn Giá Rai – thị trấn huyện lỵ của huyện Giá Rai trên cơ sở một phần của xã Long Điền và một phần của xã Phong Thạnh.
- Thành lập thị trấn Hộ Phòng thuộc huyện Giá Rai trên cơ sở một phần của xã Long Điền và một phần của xã Phong Thạnh.

Ngày 14 tháng 2 năm 1987, Hội đồng Bộ trưởng ban hành Quyết định số 33B-HĐBT về việc sáp nhập xã Long Điền Tân mới giải thể vào xã Long Điền và xã Long Điền Tiến.
Sau khi phân vạch, điều chỉnh địa giới hành chính:
- Xã Long Điền có 4.353 ha đất và 10.360 nhân khẩu.
- Xã Long Điền Tiến có 4.333 ha đất và 8.769 nhân khẩu.

Ngày 13 tháng 4 năm 1991, Ban Tổ chức – Cán bộ của Chính phủ ban hành Quyết định số 183/QĐ-TCCP về việc:
- Sáp nhập xã Long Điền Tiến vào xã Long Điền.
- Sáp nhập xã Điền Hải vào xã Long Điền Tây.

Ngày 6 tháng 11 năm 1996, Quốc hội ban hành Nghị quyết về việc chia tỉnh Minh Hải thành tỉnh Bạc Liêu và tỉnh Cà Mau. Khi đó, xã Long Điền thuộc huyện Giá Rai, tỉnh Bạc Liêu.
Ngày 24 tháng 12 năm 2001, Chính phủ ban hành Nghị định số 98/2001/NĐ-CP về việc:
- Thành lập huyện Đông Hải thuộc tỉnh Bạc Liêu.
- Chuyển xã Long Điền thuộc huyện Giá Rai về huyện Đông Hải mới thành lập quản lý.

Ngày 1 tháng 8 năm 2008, Chính phủ ban hành Nghị định số 85/2008/NĐ-CP về việc thành lập xã Điền Hải thuộc huyện Đông Hải trên cơ sở điều chỉnh 3.400,04 ha diện tích tự nhiên và 9.408 nhân khẩu của xã Long Điền Tây.
Năm 2015–2020, xây dựng trụ sở HĐND-UBND và các cơ quan huyện Đông Hải tại xã Điền Hải.
Xã Điền Hải đang được quy hoạch trở thành trung tâm huyện lỵ mới của huyện Đông Hải.
Đầu năm 2023, huyện Đông Hải di dời huyện lỵ từ thị trấn Gành Hào đến Khu hành chính mới huyện Đông Hải tại đường tỉnh 980 (Giá Rai – Gành Hào), ấp Gò Cát, xã Điền Hải.
Tính đến ngày 31/12/2024:
- Xã Điền Hải có 6 ấp: Bờ Cảng, Diêm Điền, Doanh Điền, Gò Cát, Huy Điền, Long Hà.
- Xã Long Điền có 15 ấp: Cây Dương, Cây Dương A, Cây Giang, Cây Giang A, Công Điền, Đại Điền, Đầu Lá, Hòa I, Hòa II, Hòa Thạnh, Rạch Rắn, Thạnh I, Thạnh II, Thạnh An, Thạnh Trị.

Ngày 12 tháng 6 năm 2025, Quốc hội ban hành Nghị quyết số 202/2025/QH15 về việc sắp xếp đơn vị hành chính cấp tỉnh (nghị quyết có hiệu lực từ ngày 12 tháng 6 năm 2025). Theo đó, sáp nhập tỉnh Bạc Liêu vào tỉnh Cà Mau.
Ngày 16 tháng 6 năm 2025, Ủy ban Thường vụ Quốc hội ban hành Nghị quyết số 1655/NQ-UBTVQH15 về việc sắp xếp các đơn vị hành chính cấp xã của tỉnh Cà Mau năm 2025 (nghị quyết có hiệu lực từ ngày 16 tháng 6 năm 2025). Theo đó sáp nhập toàn bộ 41,82 km² diện tích tự nhiên, quy mô dân số là 11.468 người của xã Điền Hải vào toàn bộ 87,72 km² diện tích tự nhiên, quy mô dân số là 29.479 người của xã Long Điền thuộc huyện Đông Hải, tỉnh Bạc Liêu.
Xã Long Điền có 129,54 km² diện tích tự nhiên và quy mô dân số là 40.947 người.